# Jeromite
La jeromite è un minerale non più riconosciuto dall'IMA dal 2006 perché l'olotipo non è disponibile per ulteriori studi. Altri campioni classificati come jeromite si sono mostrati come realgar fuso quindi di composizione AsS.